# 河輪村
河輪村（かわわむら）は静岡県の西部、長上郡・浜名郡に属していた村である。
現在の浜松市中央区南東部、天竜川河口右岸にあたる。

## 地理
- 河川：天竜川

## 歴史
- 1879年（明治12年）3月13日 - 芋瀬村・三新村・弥助新田村・古川寄合新田村の所属郡が豊田郡から長上郡となる。
- 1889年（明治22年）4月1日 - 町村制の施行により、長上郡富屋敷村、蒲島村、清光庵村、東村、西村、中新田、権右衛門新田、長十郎新田、芋瀬村、弥助新田、古川寄合新田、三新村が合併して長上郡河輪村が発足。
- 1896年（明治29年）4月1日 - 郡制の施行により所属郡が浜名郡に変更。
- 1951年（昭和26年）3月23日 - 浜松市に編入。同日河輪村廃止。
- 2007年（平成19年）4月1日 - 浜松市が政令指定都市に移行し、旧村域は南区の所属となる。
- 2024年（令和6年）1月1日 - 浜松市の行政区再編に伴い、旧村域が中央区となる。